# یوایچیرو آندو
یوایچیرو آندو، (به ژاپنی: 安藤 優一郎 あんどう ゆういちろう)، (متولد ۱۹۶۵) مورخ اهل ژاپن است که در تاریخ اوایل دوران مدرن ژاپن (تاریخ شهری) تخصص دارد.

## زندگی‌نامه
متولد استان چیبا فارغ‌التحصیل دانشکده آموزش، گروه علوم اجتماعی، جغرافیا و تاریخ دانشگاه واسدا. فارغ‌التحصیل دوره دکترا در دانشکده ادبیات دانشگاه واسدا. در سال ۱۹۹۹ مدرک دکترای ادبیات خود را از دانشگاه واسدا با عنوان «سیاست شهری در دوران اصلاحات کانسی: تثبیت قیمت برنج و تضمین برنج برای وعده‌های غذایی در ادو» دریافت کرد. به عنوان محقق ویژه مشترک در موزه ملی تاریخ ژاپن، همکار تحقیقاتی در مؤسسه تحقیقات تاریخ جنگلداری توکوگاوا، گردآورنده تاریخ بخش شینجوکو، مدرس دانشگاه واسدا و عضو کمیته تدوین تاریخ جزیره میکوراجیما خدمت کرده است.

## رسوایی
رسوایی: از اواسط نوامبر ۲۰۰۱ تا مارس ۲۰۰۲، در حالی که او مدرس پاره وقت در دانشگاه واسدا بود، به یکی از کارکنان زن که در بخش دبیرخانه دفتر ریاست دانشگاه واسدا کار می‌کرد، علاقه پیدا کرد و ۹۲۰ تماس تلفنی بی‌صدا با بخش دبیرخانه برقرار کرد و ادعا کرد که «می‌خواهد صدای زنی را که عاشقش است بشنود»، که منجر به دستگیری او در ۲۲ آوریل ۲۰۰۲ به جرم کلاهبرداری و مانع‌تراشی در کار شد. او به ایستگاه پلیس توتسوکا گفت که گاهی روزانه ۵۰ تا ۷۰ تماس تلفنی بی‌صدا از تلفن‌های عمومی برقرار می‌کرد.